# Uusimaa
Uusimaa és una regió de Finlàndia (maakunta / landskap). Hèlsinki és el cap de la regió.

## Municipis
La regió d'Uusimaa compta amb els 28 municipis següents (en negreta hi ha les ciutats):

Subregió d'Helsinki:
- Hèlsinki (Helsingfors)
- Vantaa (Vanda)
- Espoo (Esbo)
- Karkkila (Högfors)
- Kauniainen (Grankulla)
- Hyvinkää (Hyvinge)
- Järvenpää (Träskända)
- Kerava (Kervo)
- Kirkkonummi (Kyrkslätt)
- Lohja (Lojo)
- Mäntsälä
- Nurmijärvi
- Pornainen (Borgnäs)
- Sipoo (Sibbo)
- Siuntio (Sjundeå)
- Tuusula (Tusby)
- Vihti (Vichtis)

Subregió de Raseborg:
- Hanko (Hangö)
- Ingå (Inkoo)
- Raseborg (Raasepori)

Subregió de Porvoo:
- Askola
- Myrskylä (Mörskom)
- Pukkila
- Porvoo (Borgå)

Subregió de Loviisa:
- Lapinjärvi (Lappträsk)
- Loviisa (Lovisa)